# Sławomir Moraczyński
Sławomir Moraczyński (ur. 25 kwietnia 1976 r. w Inowrocławiu) – polski reżyser i scenarzysta filmowy.
Studiował prawo i teologię na Uniwersytecie im. Adama Mickiewicza w Poznaniu oraz Uniwersytecie w Leuven (Belgia), a także w Państwowej Wyższej Szkole Filmowej, Telewizyjnej i Teatralnej w Łodzi. Uczestnik warsztatów "Muzyka i film" organizowanych przez Instytut Jana A.P. Kaczmarka (Instytut Rozbitek).
Pomysłodawca Fundacji Inteligentnej Kultury FAROS.

## Filmografia
- 2010 – Kolęda, film fabularny (development)
- 2010 – Bakowy, film dokumentalny (postprodukcja)
- 2006 – Zajarzyć Jarzynę, film dokumentalny – filmowy portret Grzegorza Jarzyny
- 2006 – Ruch możliwie inny, film dokumentalny
- 2005 – Pewna forma przyjemności, film dokumentalny
- 2005 – homosapiensinstall.exe, impresja dokumentalna

## Nagrody i wyróżnienia
- 2009 – Wyróżnienie Jury Konkursu na scenariusz filmu dokumentalnego o walucie Euro organizowanego przez "Laboratorium Reportażu" i NBP pod przewodnictwem Feliksa Falka
- 2006 – Laureat organizowanego przez Kino Polska plebiscytu "Czas na Debiut"
- 2006 – Wyróżnienie na Międzynarodowym Festiwalu Kina Autorskiego Quest Europe w Zielonej Górze